# Kari Jalonen
Kari Jalonen (ur. 6 stycznia 1960 w Oulu) – fiński hokeista, reprezentant Finlandii. Trener hokejowy.
Jego brat Hannu (ur. 1958) był, bratanek Krister (ur. 1987) jest hokeistą.

## Kariera zawodnicza
- Kärpät U16 (1974-1975)
- Kärpät U18 (1975-1976)
- Kärpät (1978-1982)
- Colorado Flames (1982-1983)
- Calgary Flames (1982-1983)
- Edmonton Oilers (1983)
- Kärpät (1983-1984)
- HIFK (1984-1985)
- Kärpät (1985-1987)
- Skellefteå AIK (1987-1988)
- TPS (1988-1992)
- JHT (1992-1993)
- TPS (1993)
- Kärpät (1993-1994)
- Lukko (1994)
- Rouen HC (1994-1996)

Wychowanek klubu Kärpät. W czasie kariery występował w klubach ligi fińskiej SM-liiga, północnoamerykańskich NHL i CHL, szwedzkich Elitserien i Allsvenskan, zaś w ostatnich sezonach występował we francuskiej Ligue Magnus.
Uczestniczył w turniejach Canada Cup 1981 oraz mistrzostw świata w 1981, 1982, 1983, 1986, 1987, 1989.

## Kariera trenerska
- TPS (1998-2001), asystent trenera
- Finlandia U-16 (2000), asystent trenera
- Finlandia U-20 (2001), główny trener
- TPS (2001-2003), główny trener
- Kärpät (2004-2008), główny trener
- HIFK (2008-2011), główny trener
- Torpedo Niżny Nowogród (2011-2013), główny trener
- HC Lev Praga (2013-2014), główny trener
- Reprezentacja Finlandii (2014-2016), główny trener
- SC Bern (2016-2020), główny trener
- Reprezentacja Czech (2022-), główny trener

Po zakończeniu kariery został trenerem. Pracował w fińskich klubach, w których wcześniej występował jako zawodnik. Od kwietnia 2011 do grudnia 2012 prowadził rosyjski klub Torpedo w lidze KHL w sezonie KHL (2011/2012) i na początku edycji KHL (2012/2013)). W połowie 2013 fińska federacja narodowa poinformowała, że Kari Jalonen będzie selekcjonerem reprezentacji Finlandii przez dwa lata od sezonu 2014/2015. Od października 2013 trener czeskiego klubu Lev Praga w tych rozgrywkach sezonu KHL (2013/2014). Z drużyną zdobył wicemistrzostwo ligi docierając do finału o Puchar Gagarina. Po sezonie odszedł z klubu z racji obowiązywania od 1 czerwca 2014 umowy na prowadzenie reprezentacji Finlandii. W tym czasie jego asystentem został Ville Peltonen. Prowadził Finlandię podczas turniejów MŚ w 2015, 2016. Od 2016 trener szwajcarskiego SC Bern. Pod koniec stycznia 2020 został zwolniony.
We wrześniu 2021 został ogłoszony trenerem reprezentacji Finlandii do lat 20 na sezony 2022/2023 i 2023/2024. W marcu 2022 został zatrudniony na posadzie trenera reprezentacji Czech.

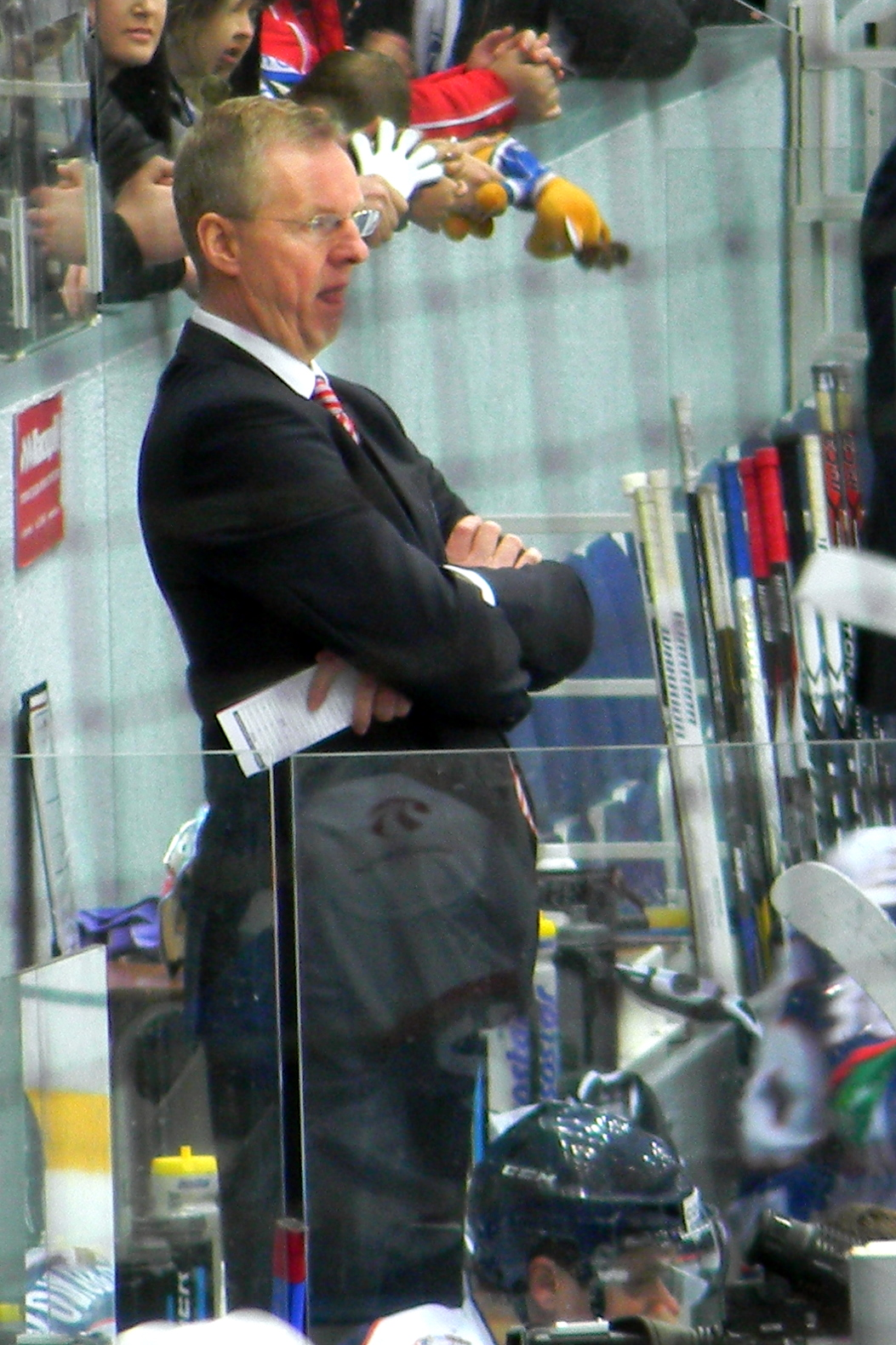
Kari Jalonen jako trener Torpedo (2012)

## Sukcesy
Reprezentacyjne
- Złoty medal mistrzostw Europy juniorów do lat 18: 1978
- Srebrny medal mistrzostw świata juniorów do lat 20: 1980

Klubowe
- Brązowy medal mistrzostw Finlandii: 1980, 1984, 1986 z Kärpät
- Złoty medal mistrzostw Finlandii: 1981 z Kärpät, 1989, 1990, 1991 z TPS
- Srebrny medal mistrzostw Finlandii: 1987 z Kärpät
- Finalista Pucharu Europy: 1990 z TPS
- Trzecie miejsce w Pucharze Europy: 1991 z TPS
- Złoty medal mistrzostw Francji: 1995 z Rouen
- Srebrny medal mistrzostw Francji: 1996 z Rouen
- Turniej Sześciu Narodów: 1996 z Rouen

Indywidualne
- SM-liiga 1978/1979:
  - Trofeum Jarmo Wasamy - najlepszy debiutant sezonu
- SM-liiga 1980/1981:
  - Piąte miejsce w klasyfikacji asystentów w sezonie zasadniczym: 43 asyst[16]
  - Ósme miejsce w klasyfikacji kanadyjskiej w sezonie zasadniczym: 50 punktów
  - Pierwsze miejsce w klasyfikacji asystentów w fazie play-off: 7 goli
  - Pierwsze miejsce w klasyfikacji asystentów w fazie play-off: 14 asyst
  - Pierwsze miejsce w klasyfikacji kanadyjskiej w fazie play-off: 21 punktów
- SM-liiga 1983/1984:
  - Trzecie miejsce w klasyfikacji asystentów w fazie play-off: 5 goli[17]
  - Pierwsze miejsce w klasyfikacji asystentów w fazie play-off: 12 asyst
  - Pierwsze miejsce w klasyfikacji kanadyjskiej w fazie play-off: 17 punktów
- SM-liiga 1986/1987:
  - Trzecie miejsce w klasyfikacji strzelców w sezonie zasadniczym: 29 goli[18]
  - Pierwsze miejsce w klasyfikacji asystentów w sezonie zasadniczym: 64 asyst
  - Trofeum Veliego-Pekki Ketoli - pierwsze miejsce w klasyfikacji kanadyjskiej w sezonie zasadniczym: 93 punkty (aktualny wynik rekordowy ligi)
  - Pierwsze miejsce w klasyfikacji asystentów w fazie play-off: 7 asyst
  - Czwarte miejsce w klasyfikacji kanadyjskiej w fazie play-off: 10 punktów
  - Skład gwiazd
- SM-liiga 1988/1989:
  - Pierwsze miejsce w klasyfikacji asystentów w sezonie zasadniczym: 56 asyst[19]
  - Drugie miejsce w klasyfikacji kanadyjskiej w sezonie zasadniczym: 74 punkty
  - Pierwsze miejsce w klasyfikacji asystentów w fazie play-off: 14 asyst
  - Drugie miejsce w klasyfikacji kanadyjskiej w fazie play-off: 18 punktów
  - Skład gwiazd
- SM-liiga 1989/1990:
  - Trzecie miejsce w klasyfikacji strzelców w fazie play-off: 5 goli[20]
  - Pierwsze miejsce w klasyfikacji asystentów w fazie play-off: 8 asyst
  - Pierwsze miejsce w klasyfikacji kanadyjskiej w fazie play-off: 13 punktów

Szkoleniowe
- Złoty medal mistrzostw Finlandii: 2000, 2001 z TPS, 2005, 2007, 2008 z Kärpät, 2011 z HIFK
- Trzecie miejsce w Europejskiej Hokejowej Lidze: 2000 z TPS
- Brązowy medal mistrzostw Finlandii: 2006 z Kärpät
- Finał Pucharu Mistrzów: 2005, 2006 z Kärpät
- Puchar European Trophy: 2007 z Kärpät
- Finał KHL o Puchar Gagarina: 2014 z Lev Praga
- Złoty medal mistrzostw Szwajcarii: 2017, 2019 z SC Bern
- Srebrny medal mistrzostw świata: 2016
- Brązowy medal mistrzostw świata: 2022 z Czechami

Wyróżnienia
- Galeria Sławy fińskiego hokeja na lodzie
- Trofeum Kaleviego Numminena - najlepszy trener sezonu SM-liiga; 2004/2005, 2006/2007